# Torpes de Pisa
São Torpes (m. Pisa, 29 de Abril de 68), por vezes também chamado São Torpes de Pisa, é venerado como um dos primeiros mártires e santos cristãos. Este santo é o homónimo de Saint-Tropez, a famosa região do sul de França, e ainda do sítio arqueológico na Praia de São Torpes, em Sines, Portugal. De acordo com a lenda, ele terá sido martirizado devido à sua fé cristã durante as perseguições levadas a cabo pelo imperador Nero.
São Torpes é um santo venerado, sobretudo, na Itália e em Portugal, não só pela Igreja Católica, mas também pela Igreja Ortodoxa.

## Lenda de São Torpes

Brasão da cidade de Saint-Tropez com a representação da chegada da barca com o corpo de São Torpes de Pisa, velado pelo cão e pelo galo

De acordo com a lenda, São Torpes foi um gladiador ou cavaleiro na época do imperador Nero, e chefe da sua guarda pessoal. O seu nome completo era Caïus Silvius Torpetius e nasceu na cidade italiana de Pisa no período do Império Romano.
Torpes converteu-se ao cristianismo depois de ter conhecido pessoalmente o apóstolo São Paulo. Torpes professou publicamente a sua fé durante uma cerimónia em que se revoltou contra Nero por considerar que a deusa Diana não era a criadora do Universo, e mostrou, desse modo, a sua adesão à doutrina de Jesus Cristo. O imperador Nero não quis matar Torpes de imediato e, ao invés disso, pediu a um dos seus assistentes que o convencesse a renunciar à sua fé cristã. Quando Torpes se negou a fazê-lo, então Nero mandou-o flagelar e decapitar. Existe, todavia, outra versão da lenda que indica que Torpes abandonou Roma e viajou para Pisa, a sua cidade natal, mas que ao ter sido reconhecido como sendo um cristão pelo perfeito local, Satellicus, este tê-lo-á mandado executar.
Diz a lenda que o corpo de São Torpes foi posto numa barca, velado por um cão e um galo (ali colocados para se alimentarem do corpo do mártir), e, noutra barca, foi posta a sua cabeça. Estas duas barcas foram de seguida lançadas ao rio Arno. A barca que tinha a cabeça foi parar no dia 17 de Maio do ano 68 a uma praia do sul de França que, mais tarde, se viria a chamar Saint-Tropez em honra do santo. Por outro lado, a barca com o corpo do santo foi parar a uma praia da costa sudoeste de Portugal, no concelho de Sines, e que se viria a chamar Praia de São Torpes.
Uma santa mulher chamada Catarina que vivia em Portugal, mãe de família e viúva de um governador romano, logo após a morte do seu marido decidiu retirar-se da cidade de Évora para Sines. Pouco tempo depois, ela teve uma premonição num sonho em que um anjo a avisou de que deveria ir receber o corpo do santo mártir à praia. Catarina dirigiu-se para a costa e encontrou-o numa espécie de jangada de junco, velado efectivamente por um cão e por um galo. A barca aportou junto à foz de uma ribeira lá existente que, devido ao material do qual era feita, passou a designar-se ribeira da Junqueira.
Em França, nomeadamente em Saint-Tropez, uma versão similar da lenda é contada com a existência de uma mulher chamada Celèrine (ou Celarina) que teria ido receber o corpo intacto do santo mártir numa praia situada perto do cemitério dos marinheiros. Nessa versão, consta que após a recolha do corpo o galo terá levantado voo até uma povoação chamada Cogolin (onde passou a constar do brasão da localidade) e o cão dirigiu-se para uma povoação chamada Grimaud.
Em Portugal, no entanto, alguns factos históricos apontam para que tenha sido na costa portuguesa onde, de facto, o corpo do santo aportou. De acordo com a lenda, Catarina terá sepultado o cadáver do santo junto à foz da ribeira da Junqueira e, informado por ela, o bispo de Évora São Manços terá mandado erigir uma basílica no local. São vários os autores medievais e modernos que referem a existência real da basílica e falam da importância desse templo cristão, e alguns deles descrevem, inclusivamente, as suas qualidades arquitectónicas e artísticas. Esse templo foi, por isso, colocado na posição de primeira igreja cristã europeia (em competição com uma igreja em Saragoça, Espanha, e outra em Avinhão, França). A ter, de facto, existido a referida basílica, são apontadas duas possíveis causas para o seu desaparecimento: os posteriores domínios dos bárbaros e dos mouros na região. Todavia um elemento desse templo sobreviveu: o Padrão de São Torpes.

## Basílica e Padrão de São Torpes
O Padrão de São Torpes, situado junto à foz da ribeira da Junqueira, é um marco resultante da base de um antigo cruzeiro, em cantaria, que assinala o local onde foi originalmente sepultado o corpo do mártir São Torpes e onde existiu, no passado, uma basílica de culto cristão dedicada ao santo mártir (considerada como o primeiro templo cristão da Europa).

## Reconhecimento canónico das relíquias

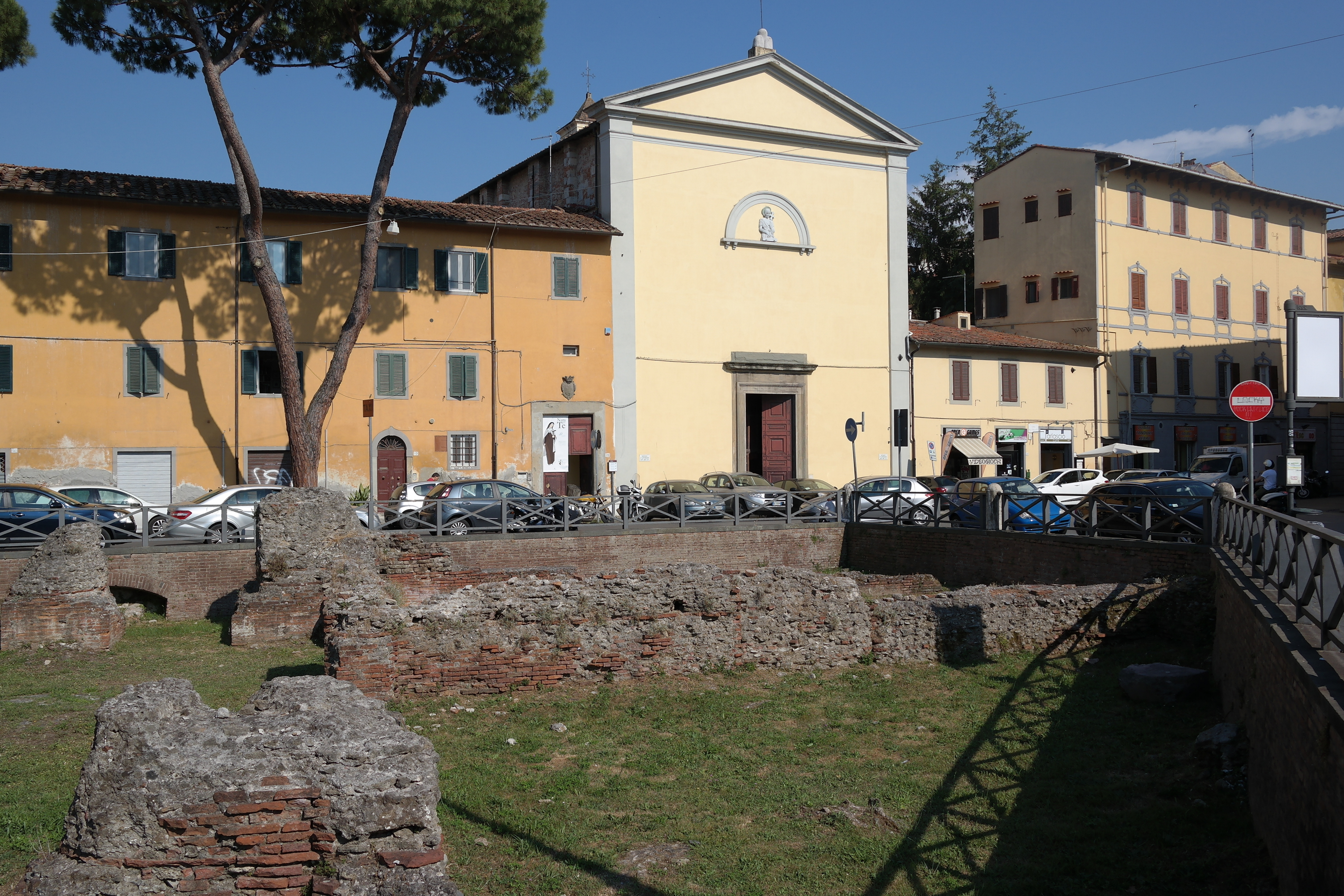
Igreja e convento de São Torpes em Pisa

No final do século XVI, o Papa Sisto V ordenou ao arcebispo de Évora que se certificasse canonicamente da existência das ossadas do mártir São Torpes junto à foz da ribeira da Junqueira. Foi, então, no ano de 1591, procedida a uma escavação no local e descoberto um túmulo de mármore com um esqueleto humano, mas sem cabeça. Uma lápide existente certificava a autenticidade dos ossos lá sepultados e todos os elementos encontrados foram devidamente registados numa acta. Depois de reconhecidas oficialmente como relíquias do santo, as ossadas foram levadas para a Igreja Matriz de Sines e depositadas na capela do Corpo Santo. Durante estas mesmas escavações foi ainda descoberto um crânio que os transladadores afirmaram ser de Catarina.
Actualmente, no local do sepultamento do corpo do santo mártir, resta apenas a base do antigo cruzeiro — sob a forma de padrão — com a inscrição: "O Sr. S. Torpes / Este calvario mandou fazer e assentar o Capitão Alexandre de Campos / BR / Anno de 1783". As relíquias outrora transladadas para a Igreja Matriz constam ter desaparecido sem deixar vestígios, conservando-se apenas o crânio do santo na Igreja e Convento de São Torpes, em Pisa, hoje em dia sob a alçada dos frades carmelitas.
Existem registos dando conta que no século XVIII existia uma ermida dedicada a Catarina (a mesma santa mulher que encontrou o corpo do santo mártir e a que os franceses chamaram de Celèrine ou Celarina) numa das extremidades de Sines, à beira-mar, mas foi posteriormente destruída. Em 1969, o historiador Arnaldo Soledade identificou algumas pedras dessa ermida guardadas na casa de um particular.

## Veneração
A mais antiga igreja em Pisa, Itália, dedicada a São Torpes data do século XI. O Código Civil da República de Pisa no ano de 1284 estabeleceu o dia 29 de Abril como o dia da festa litúrgica do santo. Os habitantes de Pisa atribuem à intercessão de São Torpes o grande milagre que pôr fim a uma terrível praga que atingiu a cidade em 1633.
Em Génova, onde o culto a São Torpes foi instituído pelos comerciantes vindos de Pisa, a Igreja de San Torpete é dedicada ao santo.
Em Saint-Tropez, na França, o seu busto é homenageado durante Les Bravades des Espagnols, uma celebração religiosa e militar que comemora a vitória da milícia tropeziana sobre a milícia espanhola em 1637.